# Ван хее, Мириам
Мириам Ван хее (нидерл. Miriam Van hee; род. 16 августа 1952) — бельгийская (фламандская) поэтесса, славист. Переводила стихи Ахматовой, Мандельштама, Бродского и др. Стихи Мириам переведены на ряд европейских языков.

## Биография и творчество
Провела детство в Генте. Училась славистике в Гентском университете. Занималась славистикой. Преподавала русский язык и литературу в Антверпене.
Дебютировала в 1978 году стихотворениями о ностальгии, меланхолии и одиночестве. Критики классифицировали её как неоромантика (неоромантизм — преобладающее направление во фламандской поэзии того периода), что ей не понравилось. Сборник Achter de bergen («За горами», 1996) получил премию Фламандской общины в области культуры в 1998 г. В том же году вышел её сборник Het verband tussen de dagen. Gedichten 1978—1996 ("Связь меж днями. Стихотворения 1978—1996).
Сборник Buitenland («Другая страна») получил премию Herman De Coninckprijs (2008). Сборник Мириам «De bramenpluk» («Сбор ежевики») включает в себя стихотворения о путешествиях, пейзажах, животных, искусстве и любви.

Мириам Ван хее — наиболее известный и один из наиболее переводимых на другие языки авторов Фландрии. Мириам нередко приглашают на международные поэтические фестивали (в том числе, Мириам была в России).
Стихи Ван хее естественны и красивы, лаконичны и сдержанны, близки к разговорной речи. Критики отмечают её тонкость и искренность, безукоризненное владение языком.

## Публикации на русском языке
- Другая страна. Стихотворения / Пер. Д. Сильвестрова. — М.: Летний сад.